# Funktionalkalkül
Funktionalkalküle sind ein wichtiges mathematisches Hilfsmittel zur Untersuchung von Banachalgebren. Im Rahmen der Operatortheorie ist hier insbesondere die Banachalgebra der beschränkten linearen Operatoren von Interesse. Zur Behandlung von unbeschränkten linearen Operatoren werden verallgemeinerte Funktionalkalküle betrachtet, bei denen zwar grundlegende algebraische Strukturen verlorengehen, die aber dennoch ein effektives Werkzeug zum Rechnen mit unbeschränkten Operatoren zur Verfügung stellen.
Ist {\displaystyle p(z)=\lambda _{n}z^{n}+\ldots +\lambda _{1}z+\lambda _{0}} ein komplexes Polynom und {\displaystyle a} ein Element einer {\displaystyle \mathbb {C} }-Banachalgebra mit Einselement {\displaystyle e}, so kann man {\displaystyle a} in das Polynom {\displaystyle p} einsetzen, indem man 
{\displaystyle p(a)=\lambda _{n}a^{n}+\ldots +\lambda _{1}a+\lambda _{0}e} setzt.
Die Grundidee der Funktionalkalküle besteht darin, dieses Einsetzen in Polynome auf größere Klassen von Funktionen auszudehnen.
Für beliebige {\displaystyle \mathbb {C} }-Banachalgebren {\displaystyle A} mit Einselement kann ein Element {\displaystyle a\in A} in holomorphe Funktionen, die in einer Umgebung des Spektrums von {\displaystyle a} definiert sind, eingesetzt werden.
Für noch größere Funktionsklassen, etwa stetige oder messbare Funktionen, die auf dem Spektrum von {\displaystyle a} erklärt sind, muss man sich auf spezielle Klassen von Banachalgebren beschränken, und zwar auf C*-Algebren bzw. Von-Neumann-Algebren.
Dazu muss natürlich erklärt werden, was dieses Einsetzen in Funktionen überhaupt bedeuten soll.

## Polynome
Elemente {\displaystyle a} einer {\displaystyle \mathbb {C} }-Banachalgebra {\displaystyle A} mit Einselement {\displaystyle e} können, wie in der Einleitung erwähnt, direkt in Polynome {\displaystyle p\in {\mathbb {C} }[z]} eingesetzt werden.
Sind {\displaystyle p,q\in {\mathbb {C} }[z]} Polynome, so gilt 
{\displaystyle (p+q)(a)\,=\,p(a)+q(a)}.
Man beachte die unterschiedlichen Rollen des Pluszeichens; auf der linken Seite werden Polynome addiert, auf der rechten Seite Elemente einer Banachalgebra.
Entsprechend gilt 
{\displaystyle (p\cdot q)(a)=p(a)\cdot q(a)}, 
{\displaystyle (p\circ q)(a)=p(q(a))}.
Bezeichnet {\displaystyle \sigma (a)} das Spektrum von {\displaystyle a}, so gilt der spektrale Abbildungssatz
{\displaystyle \sigma (p(a))\,=\,p(\sigma (a))}.
Auf der linken Seite dieser Formel steht das Spektrum des Banachalgebren-Elementes {\displaystyle p(a)}, auf der rechten Seite steht das Bild des Spektrums von {\displaystyle a} unter der Polynom-Abbildung {\displaystyle p:\mathbb {C} \rightarrow \mathbb {C} }. 
Der Beweis des spektralen Abbildungssatzes benutzt wesentlich, dass nicht-konstante Polynome eine Nullstelle haben, d. h., es wird der Fundamentalsatz der Algebra verwendet. Dies erklärt die Einschränkung auf {\displaystyle \mathbb {C} }-Banachalgebren.
Diese Situation ist aus der linearen Algebra wohlbekannt. 
Bei der Untersuchung der Diagonalisierbarkeit oder der Jordanschen Normalform werden ebenfalls Banachalgebren-Elemente, nämlich quadratische Matrizen, in Polynome eingesetzt.
Beispielsweise besagt der  Satz von Cayley-Hamilton, dass man die Nullmatrix erhält, wenn man eine quadratische Matrix in ihr eigenes charakteristisches Polynom einsetzt.
Zur Ausdehnung des Einsetzens auf größere Funktionsklassen betrachten wir das Einsetzen von {\displaystyle a\in A} in Polynome als Abbildung
{\displaystyle \Phi _{a}:{\mathbb {C} }[z]\rightarrow A,\,\,p\mapsto p(a)}.
Dann ist {\displaystyle \Phi _{a}} ein Algebren-Homomorphismus, der sogenannte Einsetzungshomomorphismus von {\displaystyle a}, und es gilt {\displaystyle \Phi _{a}(1)=e} sowie {\displaystyle \Phi _{a}(z)=a}.
Hat man umgekehrt einen solchen Homomorphismus {\displaystyle \Phi _{a}} von einer größeren Funktionsklasse in die Banachalgebra {\displaystyle A} und ist {\displaystyle f} eine Funktion dieser Klasse, so kann man die Einsetzung von {\displaystyle a} in die Funktion {\displaystyle f} durch die Formel {\displaystyle f(a):=\Phi _{a}(f)} definieren.

## Funktionalkalküle
Die weitere Ausarbeitung der hier vorgestellten Ideen führt zu unterschiedlichen Funktionalkalkülen, die nach der verwendeten Funktionsklasse benannt sind. Als plausible Faustregel kann man sagen, dass mit größer werdenden Funktionsklassen die Situationen, in denen zugehörige Funktionalkalküle eingesetzt werden können, spezieller werden. Typische Anwendungsbeispiele werden in den Artikeln zu den einzelnen Funktionalkalkülen behandelt.
- holomorpher Funktionalkalkül für beliebige Banachalgebren
- holomorpher Funktionalkalkül mehrerer Veränderlicher für kommutative Banachalgebren
- stetiger Funktionalkalkül für C*-Algebren
- beschränkter Borel-Funktionalkalkül für Von-Neumann-Algebren
- unbeschränkter Borel-Funktionalkalkül für dicht-definierte selbstadjungierte Operatoren